# Озёрный (село, Владимирская область)
Озёрный — село в Юрьев-Польском районе Владимирской области России. Входит в Симское сельское поселение.

## География
Село расположено в 12 км на северо-восток от центра поселения села Сима и в 35 км на север от райцентра города Юрьев-Польский.

## История
Образован в начале 1960-х годов как посёлок Симского лесоучастка в составе Симского сельсовета. В 1966 году посёлок Симского лесоучастка переименован в посёлок Озёрный.
С 2005 года — в составе Симского сельского поселения.

## Население
| 2002 | 2010 | 2021 |
| ---- | ---- | ---- |
| 3    | ↘2   | →2   |